# Nižnij Čir
Nižnij Čir (in lingua russa Нижний Чир) è una stanica dell'Oblast' di Volgograd, in Russia.